# 34651 Edamadaka
34651 Edamadaka è un asteroide della fascia principale. Scoperto nel 2000, presenta un'orbita caratterizzata da un semiasse maggiore pari a 2,7630818 au e da un'eccentricità di 0,0681326, inclinata di 3,52544° rispetto all'eclittica.